# Rhododendron xiaoxidongense
Rhododendron xiaoxidongense là một loài thực vật có hoa trong họ Thạch nam. Loài này được W.K. Hu miêu tả khoa học đầu tiên năm 1990.